# Yakimochi

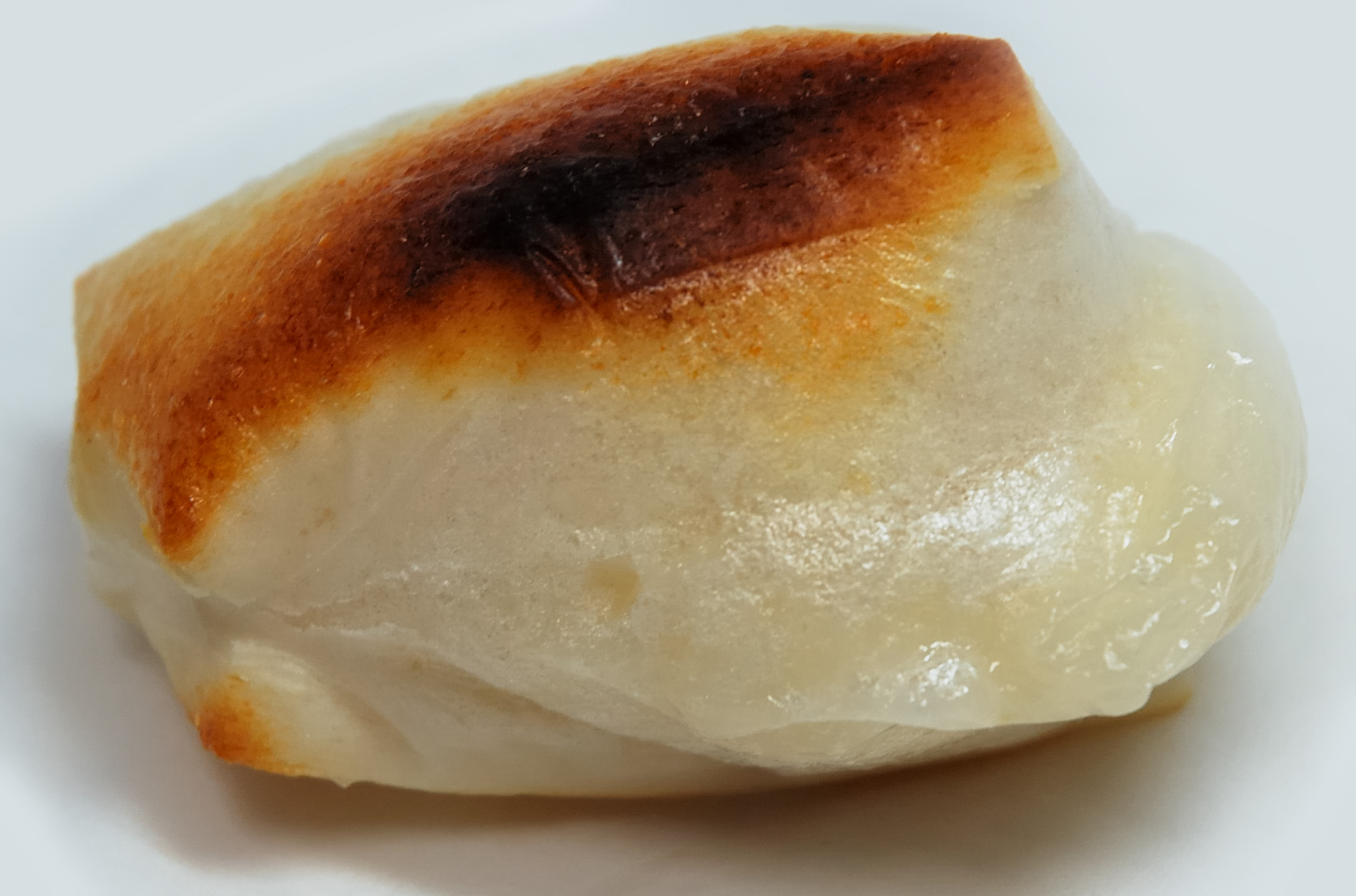
En yakimochi

Yakimochi (焼き餅), är en japansk maträtt. Yakimochi är grillade eller stekta mochi och det vanligaste är att äta dem med nori och sojasås. De tillagas på traditionellt sätt företrädesvis på en träkolsgrill.
Under tiden för Höstmånen är det tradition att äta färska yakimochi till en smutt sake och njuta av fullmånens åsyn.
Yakimochi kan beredas på flera sätt:
- "Isobemaki" (磯辺巻き) är mochi som grillats med sojasås och sedan svepts in i nori.
- "Abekawa yakimochi" (安倍川焼き餅) är yakimochi som har dränkts i hett vatten och sedan täckts med en blandning av socker och kinako, en slags bönmjöl.